# Крјуковско језеро
Крјуковско језеро (рус. Крюковское водохранилище) мање је вештачко језеро на југу европског дела Руске Федерације. Језеро се налази у западном делу алувијалне Закубањске равнице, на граници између Абинског и Северског рејона, на западу Краснодарске покрајине. 
Радови на градњи језера започели су 1967. на некадашњем Крјуковском лиману, а експлоатације су званично започеле током 1972. године. Површина акваторије при просечном водостају износи 40,2 km², односно његова површина варира од максималних 54,8 km² до минималних 21 km². Запремина језера при просечном водостају је 0,111 km3. Вода из језера се користи за наводњавање околних пољопривредних површина, за напајање оближњих рибњака, те за индустрију. 
У језеро се уливају реке Песчанка, Иљ, Бугај, Зибза, Ахтир, Бугундир и Хабљ, а преко Крјуковског канала и старог корита Сувог Аушедза повезано је са Варнавинским језером и басеном реке Кубањ. 
На обали језера се налазе села Михајловско, Анањевско, Новоивановско, Кравченко и Ерастов, те највеће међу њима, село Љвовско које лежи на његовој источној обали. 